# المعهد التقني الرمادي
المعهد التقني (الرمادي) في العراق وهو احد تشيكلات الجامعة التقنية الوسطى المعاهد تأسس في عام 1977.

## الاقسام العلمية للمعهد
1. القسام الطبية
2. القسام التكنلوجية
3. القسام الادارية

## مدة الدراسة
مدة الدراسة في المعهد سنتان دراسيتان ويمنح المتخرج من المعهد شهادة الدبلوم التقني في حقل الاختصاص الذي يدرس فيه الطالب.